# آدم روبرتسون
آدم روبرتسون هو سياسي كندي، ولد في 28 مايو 1882.